# Minoru Tanaka
Minoru Tanaka (田中 稔, Tanaka Minoru, né le 29 novembre 1972) est catcheur japonais travaillant actuellement à la Wrestle-1.

## Carrière

### Début
Minoru Tanaka est à l'origine un shootboxer. Il commence sa carrière dans le catch à Fujiwara Gumi, entraîné par le propriétaire, Yoshiaki Fujiwara. En 1995, Tanaka la  BattlARTS, dont le style ressemble à la RINGS, Kingdom, Michinoku Pro et la Big Japan Pro Wrestling. Tanaka est le premier champion de la UWA World middleweight, (à l'origine basé au Mexique et introduit par la Universal Lucha Libre et la Michinoku), en 1996. Il remporte par la suite la ceinture de la FMW Independent junior heavyweight.

### New Japan Pro Wrestling
En 2000, Tanaka rejoint la New Japan Pro Wrestling. Il devient très vite l'un des meilleurs catcheurs de la division junior heavyweight et remporte la ceinture IWGP junior tag team en juillet avec Koji Kanemoto. La combinaison de Kanemoto-Tanaka combination rappelle l'ancienne équipe Akira Maeda-Nobuhiko Takada en 1987. En octobre, Tanaka remporte le titre IWGP junior heavyweight - il est le premier catcheur à détenir les deux ceintures junior en même temps.
En 2002, Tanaka catche sous le masque de "HEAT" (ヒート) d'après un jeu vidéo de la GBA (game Toukon Heat). Il rejoint la nouvelle faction de Jushin Liger, Control Terrorism Unit (C.T.U.).
En 2005, après avoir perdu sa ceinture IWGP junior heavyweight face à Tiger Mask IV, HEAT laisse tomber le masque et prend le nom de Minoru (稔). avec les nouvelles recrues Hirooki Goto et remporte le titre IWGP junior tag team pour la troisième fois.
Le 27 janvier 2008, lui et Prince Devitt remportent les IWGP Junior Heavyweight Tag Team Championship en battant Dick Togo et Taka Michinoku. Ils perdent leurs championnats face à Akira et Jushin Thunder Liger le 17 février, avant de les regagner le 21 juillet,. Après un règne d'un peu près de trois mois, ils perdent leurs championnats face au No Limit (Tetsuya Naitō et Yujiro) en octobre.

### Total Nonstop Action Wrestling
En 2006, Minoru rejoint la Total Nonstop Action Wrestling dans l'équipe de la Team Japan (avec  Hirooki Goto, Jushin "Thunder" Liger, Black Tiger IV et Minoru), et participe au TNA 2006 World X-Cup Tournament. Il débute à la TNA le 23 avril 2006 à TNA Lockdown 2006, où il fait équipe avec Black Tiger et Hirooki Goto face à la Team USA avec  Sonjay Dutt, Jay Lethal et Alex Shelley. Team Japan bat USA lorsque Black Tiger porte le tombé sur Lethal. Le 27 avril 2006 à épisode of TNA iMPACT!, Goto et Minoru perdent face à Dutt et Shelley, donnant durant le premier tour deux points à la Team USA.

### New Japan Pro Wrestling
Durant l'année, Tanaka remporte le Best of the Super Junior XIII tournament, en battant Tiger Mask IV en finale. À la WRESTLE LAND, Minoru et Tanaka sont rivaux. Le 24 décembre 2006, Minoru bat son ancien partenaire Kanemoto pour remporter le titre IWGP Junior Heavyweight champion pour la quatrième fois. En 2007, Minoru rejoint l'écurie  RISE de Shinsuke Nakamura.
Lors de Summer Night Fever, Masakatsu Funaki, Masayuki Kōno et lui battent Yuji Nagata, Wataru Inoue et KUSHIDA.

### All Japan Pro Wrestling
Minoru quitte la New Japan le 31 janvier 2008. Il signe alors avec la promotion rival, la All Japan Pro Wrestling et entre dans l'écurie de la « VooDoo Murders », afin de remplacer brother YASSHI dans le groupe. 
Le 27 novembre 2011, il perd contre Kenny Omega et ne remporte pas le AJPW World Junior Heavyweight Championship. Lors de Junior Hyper League 2012 Nuit 1, Gillette et lui battent Andy Wu et Yasufumi Nakanoue. Lors de Junior Hyper League 2012 Nuit 2, il bat Aegyptus Aerial.
Le 30 juin, il perd son dernier match pour la promotion contre Yoshinobu Kanemaru pour le AJPW World Junior Heavyweight Championship.

### Wrestle-1 (2013-2016)
Le 10 juillet 2013, il est annoncé à la Wrestle-1, la nouvelle fédération créée par Keiji Mutō,,. Lors du show inaugural du 8 septembre, avec Koji Kanemoto, il bat Fujita Hayato et Masaaki Mochizuki.
Le 31 janvier 2014, Tanaka a célébré son 20e anniversaire dans le catch professionnel, faisant équipe avec Kanemoto, Jushin Thunder Liger et Yoshiaki Fujiwara dans un eight-man tag team match ou ils battent Desperado (Kazma Sakamoto, Masayuki Kōno, René Dupree et Ryoji Sai). En septembre, il participe au Wrestle-1 Championship tournament où il est perd au deuxième tour contre Kai. Dans le cadre d'une relation de travail entre la Wrestle-1 et la TNA, il participe a Bound for Glory (2014) ou il bat Manik. Le 7 décembre, il bat Hiroshi Yamato et remporte le EWP Intercontinental Championship. Plus tard ce mois, Tanaka part à Hanovre, en Allemagne ou il conserve son titre contre Michael Kovac. 
Grâce à la relation entre la Wrestle-1 et la Pro Wrestling Zero1, le 1er mars 2015, il bat Jason Lee et remporte le International Junior Heavyweight Championship et le NWA World Junior Heavyweight Championship. Le 5 mai, il bat Kaz Hayashi dans la finale d'un tournoi pour devenir le premier Wrestle-1 Cruiser Division Champion. Le 16 mai, il perd le EWP Intercontinental Championship contre Tajiri. le 30 mai, il bat Tajiri et remporte le EWP Intercontinental Championship pour la deuxième fois et conserve également son Wrestle-1 Cruiser Division Championship. Le 12 septembre, il perd le EWP Intercontinental Championship contre Robbie Dynamite à Hanovre, en Allemagne. Le 23 septembre, il perd le Wrestle-1 Cruiser Division Championship contre Andy Wu. Le 11 octobre, il perd le International Junior Heavyweight Championship et le NWA World Junior Heavyweight Championship contre Shinjiro Otani. Le 31 janvier, 2016, lui, Kaz Hayashi et Tajiri battent Jackets (Jiro Kuroshio, Seiki Yoshioka et Yasufumi Nakanoue) et remportent les vacants UWA World Trios Championship. Le 30 juillet, ils perdent les titres contre Andy Wu, Daiki Inaba et Seiki Yoshioka.

### Pro Wrestling Noah (2017-...)

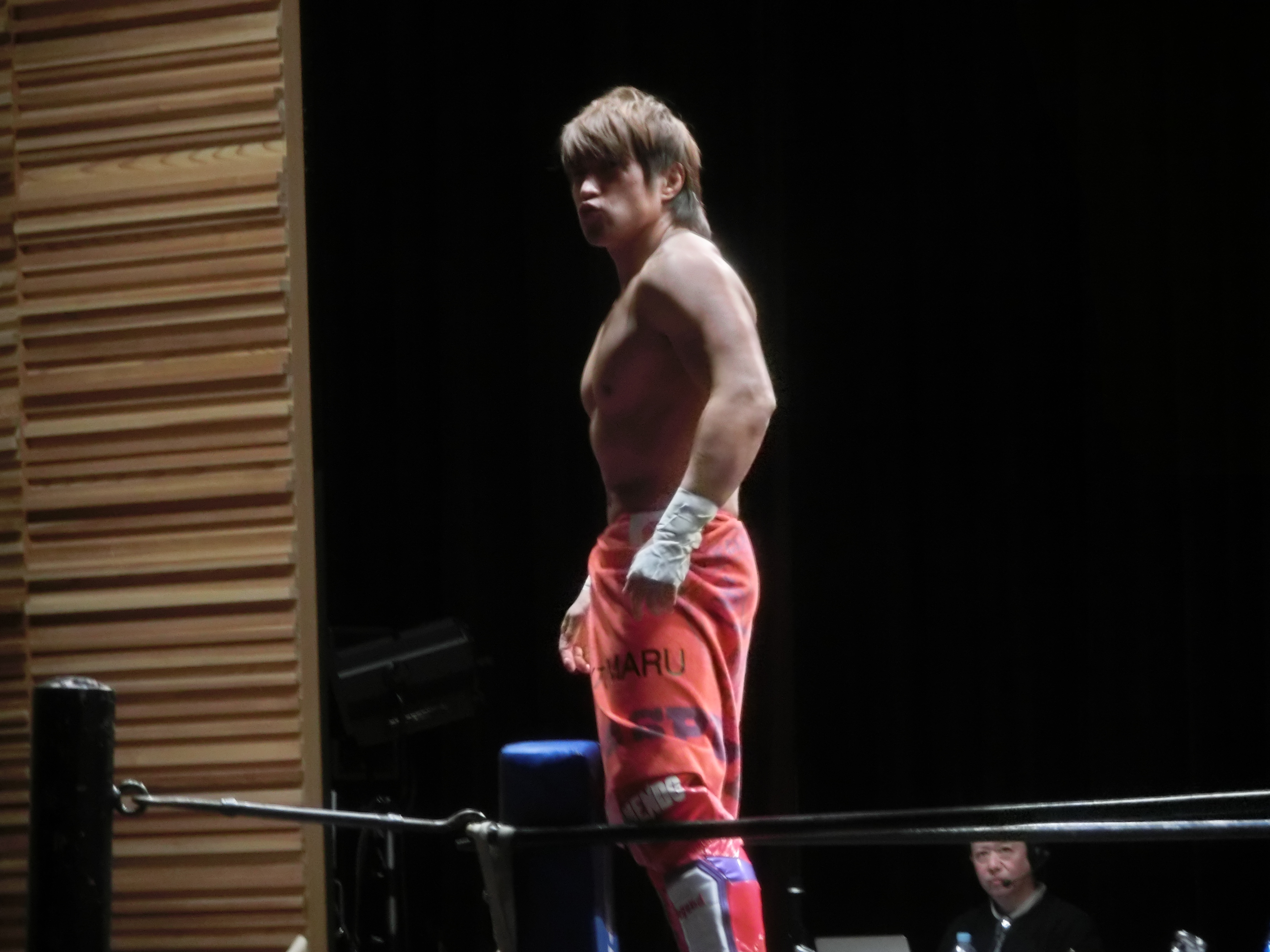
Tanaka en 2019.

Le 29 mars 2020, il perd contre Takashi Sugiura et ne remporte pas le GHC National Championship.
Lors de Great Voyage 2019 In Yokohama, il bat Daisuke Harada et remporte le GHC Junior Heavyweight Championship.
Le 4 août, il perd son titre contre Hayata.

## Palmarès et accomplissements
- All Japan Pro Wrestling
  - 2 fois AJPW All Asia Tag Team Championship avec Koji Kanemoto
  - 1 fois AJPW World Junior Heavyweight Championship
  - Junior Tag League (2009) avec Toshizo

- European Wrestling Promotion
  - 2 fois EWP Intercontinental Championship

- Fujiwara Gumi / BattlARTS 
  - BattlARTS Japanese Junior Crown League vainqueur en 1999
  - 2 fois FMW World Junior Heavyweight Championship/Independent Junior Heavyweight Championship
  - 1 fois UWA World Middleweight Championship

- New Japan Pro Wrestling
  - 4 fois IWGP Junior Heavyweight Championship
  - 5 fois IWGP Junior Heavyweight Tag Team Championship avec Koji Kanemoto (1), Jushin Liger (1), Hirooki Goto (1) et Prince Devitt (2)
  - Best of the Supers Juniors (2006)

- Pro Wrestling Noah
  - 1 fois GHC Junior Heavyweight Championship
  - 2 fois GHC Junior Heavyweight Tag Team Championship avec Yoshinari Ogawa (1) et Hi69 (1)

- Pro Wrestling Zero1
  - 1 fois International Junior Heavyweight Championship
  - 1 fois NWA International Lightweight Tag Team Championship avec Koji Kanemoto[27]
  - 1 fois NWA World Junior Heavyweight Championship

- Wrestle-1
  - 1 fois UWA World Trios Championship avec Kaz Hayashi et Tajiri
  - 1 fois Wrestle-1 Cruiser Division Championship

## Récompenses des magazines
- Pro Wrestling Illustrated

| Année | 2001 | 2002        | 2003 | 2004 | 2005 | 2006 | 2007 | 2008 à 2010 | 2011 | 2012       |
| ----- | ---- | ----------- | ---- | ---- | ---- | ---- | ---- | ----------- | ---- | ---------- |
| Rang  | 23   | 12          | 237  | 107  | 219  | 110  | 86   | Non classé  | 123  | Non classé |
| Année | 2013 | 2014 à 2015 | 2016 |      |      |      |      |             |      |            |
| Rang  | 182  | Non classé  | 379  |      |      |      |      |             |      |            |

- Wrestling Observer Newsletter awards
  - Best Technical Wrestler (2001)